# ليلى موريلو
ليلى موريلو (بالإسبانية: Lila Morillo) (ولدت باسم ليلى روزا بوزو موريلو في 14 أغسطس 1940 في ماراكايبو، زوليا بـفنزويلا) هي ممثلة ومغنية فنزويلية. وهي المعروفة بمجموعة من أسماء الشهرة على غرار La Diva de Venezuela, La Reina del Cocotero وكذلك La Maracucha De Oro.

## السيرة الذاتية
ولدت ليلى في ماراكايبو، وهي ابنة كل من سيلفستر دي خيسوس بوزو بوزو (1914-2013) و آنا ماغدالينا موريلو دي بوزو (1920-2017) انتقلت إلى كراكاس مع عائلتها وقد جربت حظها في مجموعة من عروض العمل، وقد بدأت مسيرتها سنة 1955 كمغنية بسيطة بجوار ماريو سواريز (بالإسبانية: Mario Suárez) الذي ساعدها لتسجيل أغنيتها الأولى.
مثلث لأول مرة وذلك بحلول عام 1963 في فيلم إيسلا دي سال (بالإسبانية: Isla de sal) الذي ساعدها كثيرا على بدء مشوارها الفني في وقت لاحق، شاركت في أفلام أخرى وأيضا اقتحمت عالم التلفزيون حيث شاركت في بطولة المسلسل اللاتيني ماريا ميرسي، لا شينيتا (بالإسبانية: Maria Mercé, La Chinita) ثم تألقت في عام 1970 إلى جانب كارلوس كامارا (بالإنجليزية: Carlos Cámara). وقد حصلت على آخر دور بطولة في فيلم لا دونيا (بالإسبانية: La Doña) الذي أشرفت شركة تلفزيون آر سي على عملية إخراجه.

## الحياة الشخصية
في سن مبكرة، تعرفت ليلى على خوسيه لويس رودريغيز (بالإسبانية: José Luis Rodríguez) الذي أصبح فيما بعد مغني وممثل هو الآخر. تزوجا وأنجبا ابنتين أما الأولى فقد حملت اسم ليليانا (بالإسبانية: Liliana) في حين حملت الابنة الثانية اسم ليليبيث موريلو (بالإسبانية: Lilibeth Morillo). في 1970، أصبحت ليلى وزوجها مطاردين من طرف مصوري البابارازي وقد توقف ذلك سنة 1980، كما تجدر الإشارة إلى أن ليلى قد ظهرت على أغلفة العديد من المجلات على غرار مجلة القيل والقال التي تنشط في أمريكا اللاتينية، وقد قاما الزوجان برفع دعوى طلاق في عام 1986 وذلك بعد 20 عاما من الزواج.

## قائمة أعمالها

### المسلسلات
| المسلسل                | العنوان الأصلي          | سنة الإخراج |
| ---------------------- | ----------------------- | ----------- |
| بابلو ي أليسيا         | Pablo Y Alicia          | 1969        |
| ماريا ميرسي، لا شينيتا | Maria Mercé, La Chinita | 1970        |
| لا دونيا               | La Doña                 | 1972        |
| إيلينا                 | Iliana                  | 1977        |
| ماكارينا               | Macarena                | 1992        |
| فيفا لا بيبا           | Viva La Pepa            | 2002        |
| كوسيتا ريكا            | Cosita Rica             | 2004        |

### الأفلام
- Isla de sal (1964)

## وصلات خارجية
- ليلى موريلو على موقع IMDb (الإنجليزية)
- ليلى موريلو على موقع ميوزك برينز (الإنجليزية)
- ليلى موريلو على موقع ديسكوغز (الإنجليزية)
- ألبومات ليلى موريلو